# Léaz
Léaz ist eine französische Gemeinde mit 887 Einwohnern (Stand 1. Januar 2022) im Département Ain in der Region Auvergne-Rhône-Alpes.

## Geographie
Léaz liegt auf 480 m ü. M., fünf Kilometer östlich von Bellegarde-sur-Valserine und etwa 24 Kilometer westsüdwestlich der Stadt Genf (Luftlinie). Das Bauerndorf erstreckt sich im Rhonetal auf einem Geländevorsprung rund 150 Meter über dem Fluss, am westlichen Eingang in den Défilé de l’Écluse, am Südfuss des Juraberges Grand Crêt d’Eau.
Die Fläche des 11,40 km² großen Gemeindegebiets umfasst einen Abschnitt des Rhônetals. Geprägt wird das Gebiet durch die tief in die Umgebung eingeschnittene Rhône, welche die östliche und südliche Abgrenzung bildet und hier durch die Talsperre Génissiat aufgestaut ist. Vom Flusslauf reicht das Gemeindeareal nach Nordwesten auf den Höhenrücken von Léaz. Dieser steigt gegen Norden rasch zum Kamm des Grand Crêt d’Eau an, auf dessen Südabdachung mit 1507 m ü. M. die höchste Erhebung von Léaz erreicht wird. In strukturgeologischer Hinsicht bildet dieser Kamm eine Antiklinale bestehend aus Sedimenten der oberen Jurazeit. Durch den Rhonedurchbruch des Défilé de l’Écluse wird der Grand Crêt d’Eau von seiner südlichen Fortsetzung, der Montagne de Vuache, abgetrennt. Das Gemeindegebiet ist Teil des Regionalen Naturparks Haut-Jura (frz.: Parc naturel régional du Haut-Jura).
Zu Léaz gehören neben dem eigentlichen Ort auch verschiedene Weiler und Gehöfte, darunter:
- Grésin (480 m ü. M.) an einem Südhang über dem Rhônetal
- Longeray (480 m ü. M.) am Fuß des Grand Crêt d’Eau am westlichen Eingang in den Défilé de l’Écluse

Nachbargemeinden von Léaz sind Collonges im Norden, Chevrier und Clarafond-Arcine im Osten, Éloise im Süden sowie Bellegarde-sur-Valserine und Lancrans im Westen.

## Geschichte
An der Stelle des heutigen Léaz bestand schon um 1123 ein Priorat, das zum Besitz des Cluniazenserpriorates in Payerne gehörte. Bald darauf wurde daneben eine Burg erbaut, die ebenfalls Payerne unterstand. Im 13. Jahrhundert stieg die strategische Bedeutung des Gebietes am Rhonedurchbruchstal, weil es im Grenzbereich der Herrschaftsgebiete der Grafen von Savoyen, der Grafen von Genf und des Pays de Gex lag. Im Jahre 1272 gründete Léonète von Gex den Burgflecken Léaz und stattete ihn mit gewissen Freiheitsrechten aus.
Somit erscheint Léaz 1272 erstmals in den Urkunden unter dem Namen Leya. Im Lauf der Zeit wandelte sich die Schreibweise über Laya (1285), Aya (1441), Lya, Lyaz (1553) und Leal (1650) zum heutigen Namen Léaz, der seit 1850 schriftlich belegt ist. Der Ortsname geht auf das altfranzösische Wort laye zurück, das einen neu angelegten Weg im Wald bezeichnet.
Bereits um 1290 ging Léaz in die Hände von Amadeus V. von Savoyen über. Der Burgherr von Léaz war für die Sicherung und Verteidigung des Fort de La Cluse im Durchbruchstal der Rhône zuständig. Von 1536 bis 1564 gehörte das Fort den Bernern, danach bis 1590 den Savoyern, bevor es an Genf kam. Nach Abschluss des Vertrages von Lyon gelangten das Dorf und das Fort 1601 endgültig an Frankreich. Im Zuge der Napoleonischen Kriege wurde das Fort 1815 von österreichischen Truppen zerstört und danach bis 1830 wieder aufgebaut.

## Bevölkerung
| Jahr                       | 1962 | 1968 | 1975 | 1982 | 1990 | 1999 | 2009 | 2021 |
| Einwohner                  | 433  | 405  | 480  | 482  | 461  | 481  | 529  | 817  |
| Quellen: Cassini und INSEE |      |      |      |      |      |      |      |      |

Mit 887 Einwohnern (Stand 1. Januar 2022) gehört Léaz zu den kleinen Gemeinden des Départements Ain. Nachdem die Einwohnerzahl in der ersten Hälfte des 20. Jahrhunderts deutlich abgenommen hatte, wurde besonders zu Beginn der 1970er Jahre wieder ein Bevölkerungswachstum verzeichnet.

## Sehenswürdigkeiten
Die Dorfkirche von Léaz wurde 1675 im Stil der Spätgotik erbaut. Auf einem Felsvorsprung über der Rhône befinden sich die Ruinen der aus dem 13. Jahrhundert stammenden Burg von Léaz. An der engsten Stelle des klusartigen Rhonedurchbruchs, der eine Natursehenswürdigkeit bildet, erhebt sich das Fort de l’Écluse. Das untere Fort (Fort d’en Bas) geht auf eine Befestigungsanlage aus dem 13. Jahrhundert zurück, die im Lauf der Zeit mehrfach zerstört und verstärkt wiederaufgebaut wurde, so im 16. und 17. Jahrhundert und von 1821 bis 1830. Das obere Fort (Fort d’en Haut) erhielt seine heutige Gestalt ebenfalls in der Zeit von 1820 bis 1840. Über die Rhône führt der Viaduc de Longeray, eine Bogenbrücke der Bahnstrecke Léaz–Saint-Gingolph, sowie die Pont de Grésin, eine nur über einen Feldweg erreichbare Hängebrücke unterhalb des Weilers Grésin, deren Vorläufer im 17. Jahrhundert Teil der Spanischen Straße war, die den spanischen Habsburgern die Verbindung mit den Spanischen Niederlanden ermöglichte.

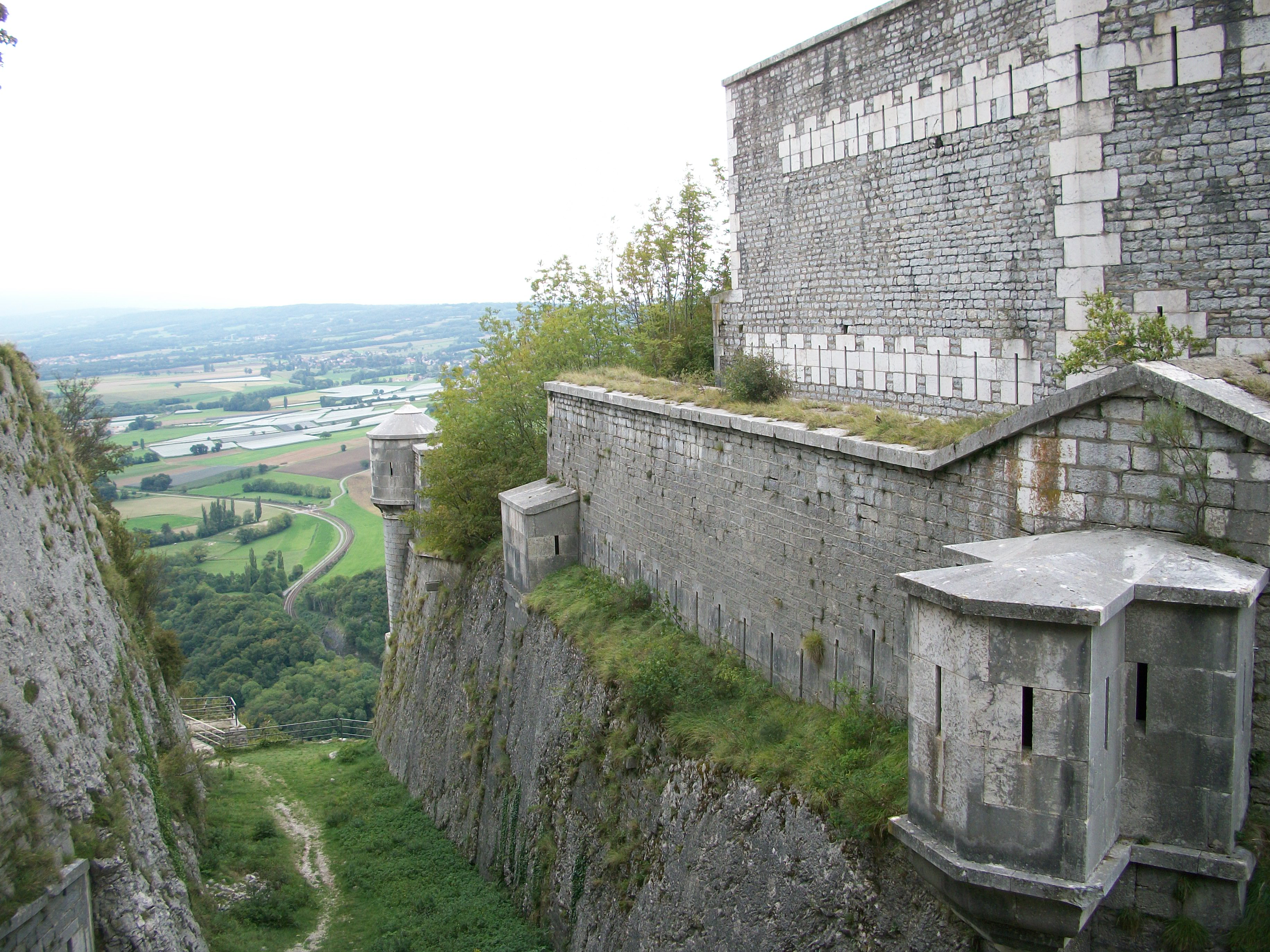
Fort de l’Écluse
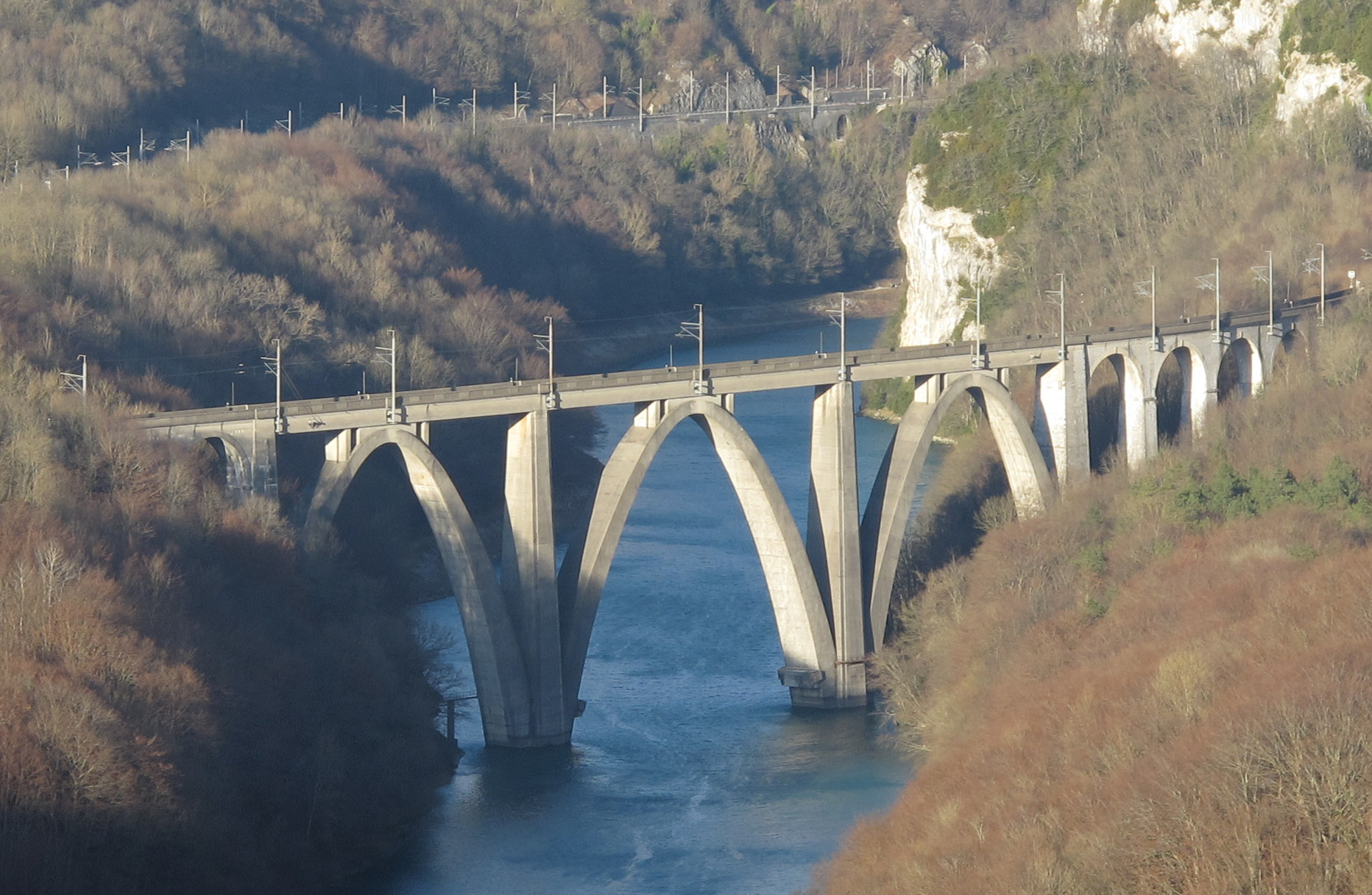
Viaduc de Longeray
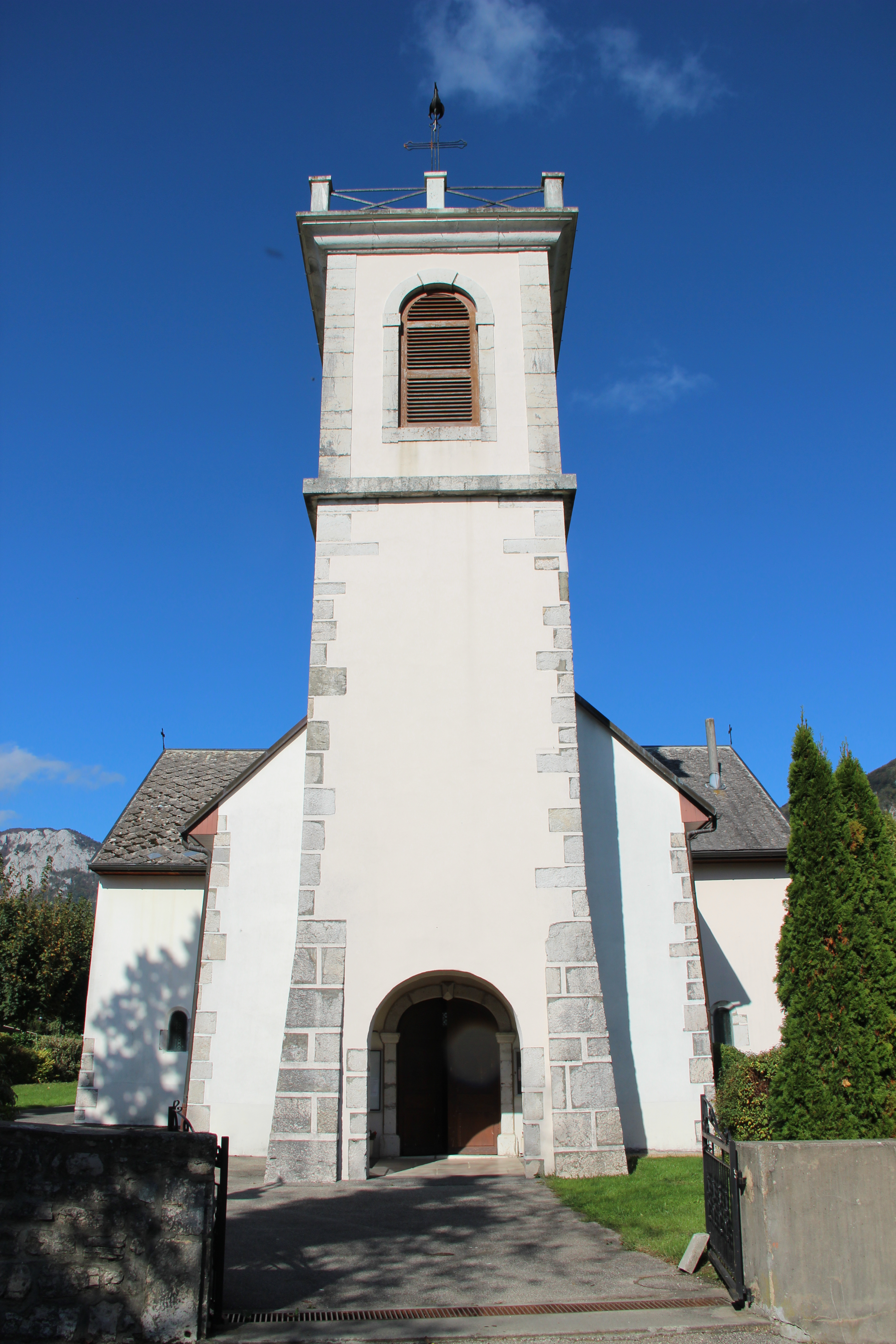
Kirche Saint-Amand
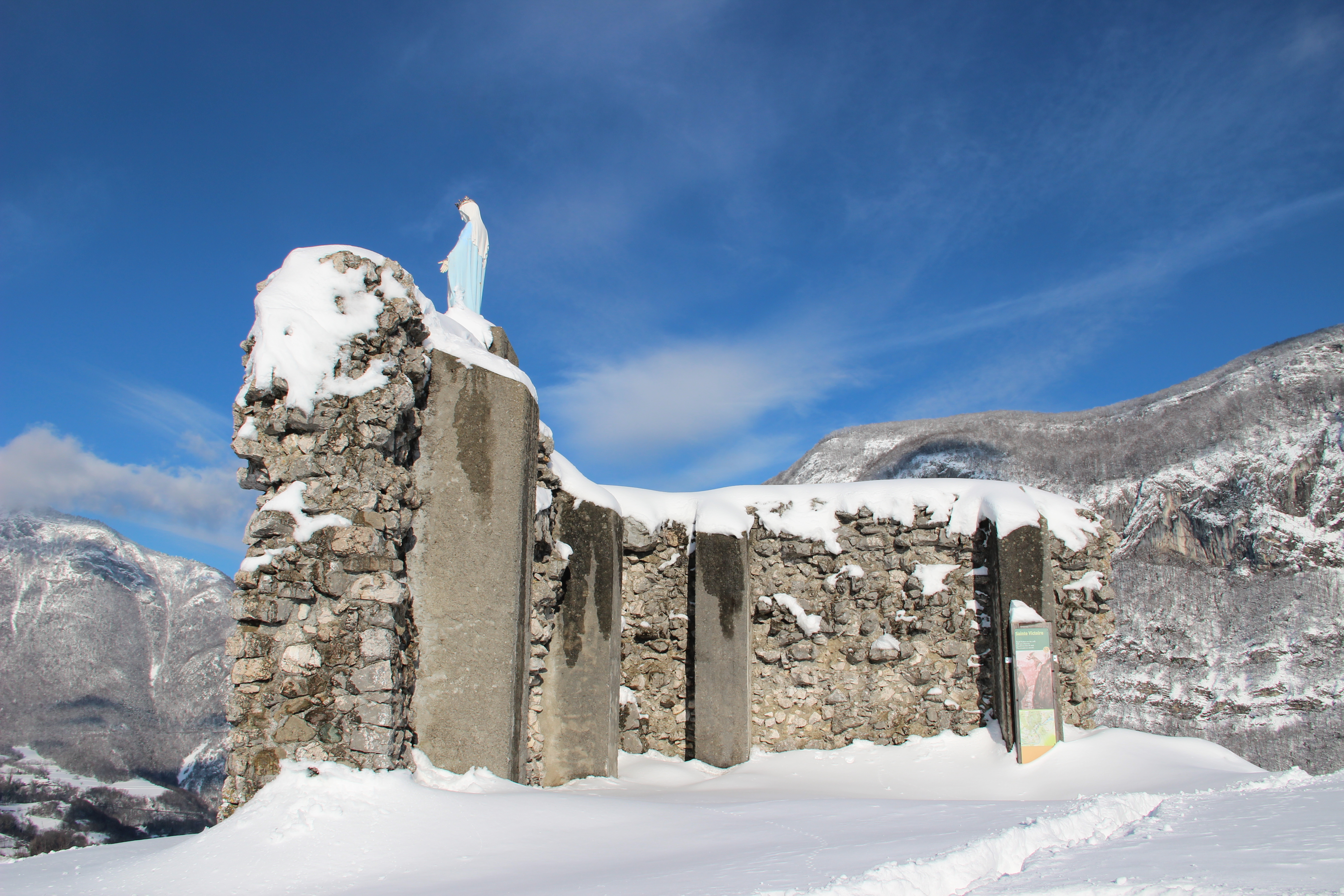
Ruinen der Burg Léaz
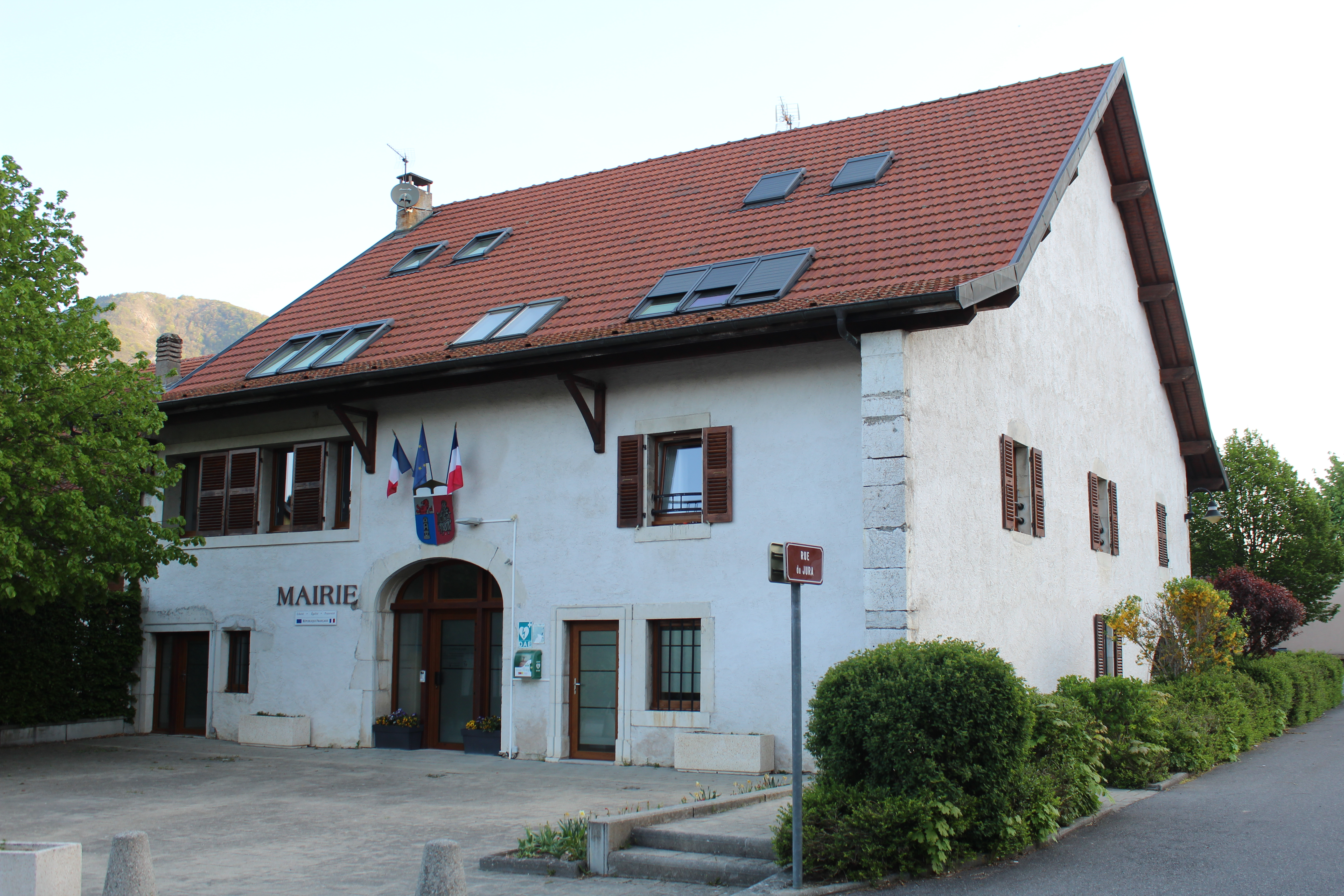
Rathaus (mairie)
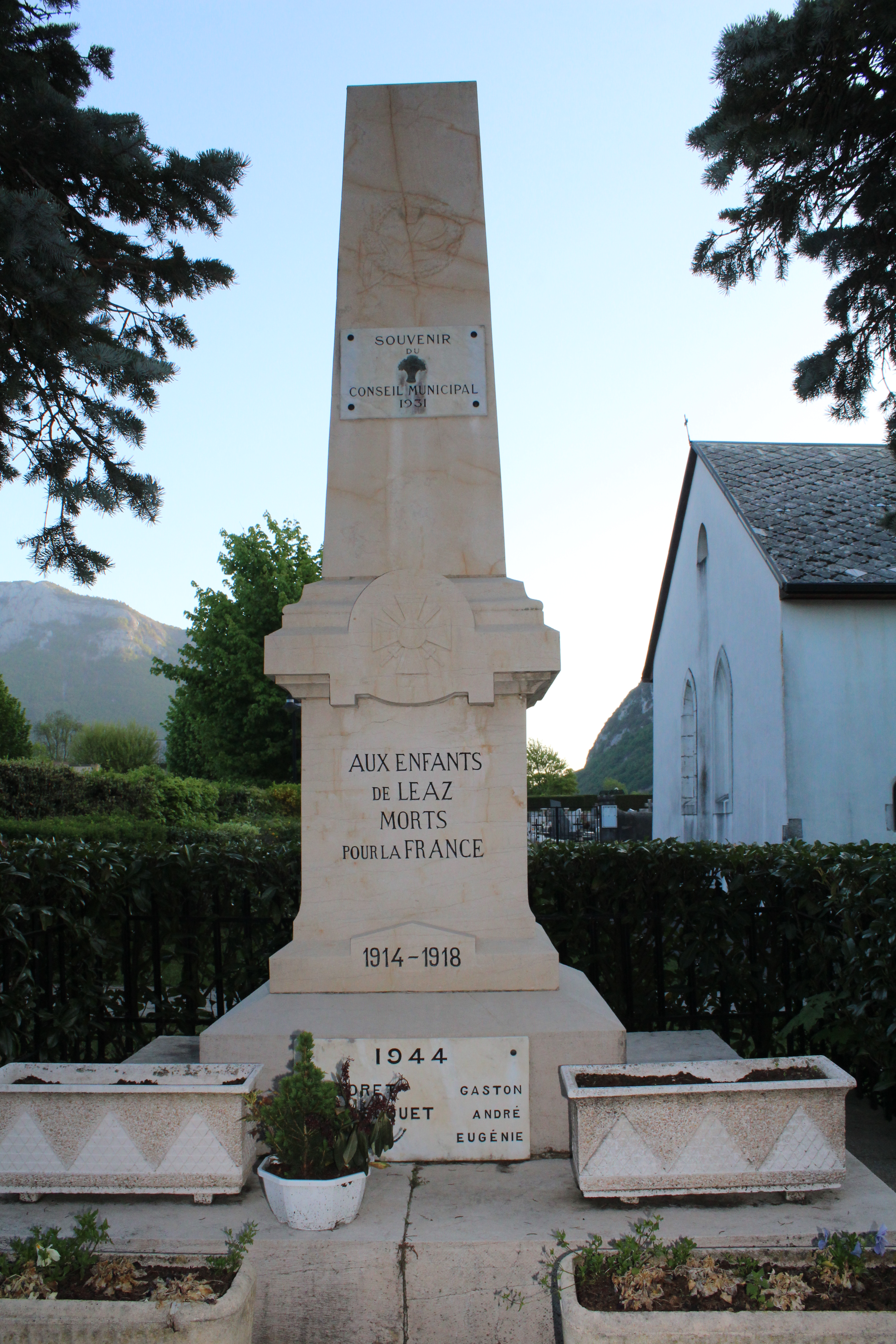
Gefallenendenkmal

## Wirtschaft und Infrastruktur
Léaz war bis weit ins 20. Jahrhundert hinein ein vorwiegend durch die Landwirtschaft geprägtes Dorf. Heute gibt es einige Betriebe des lokalen Kleingewerbes. Mittlerweile hat sich das Dorf auch zu einer Wohngemeinde gewandelt. Zahlreiche Erwerbstätige sind Wegpendler, die in den größeren Ortschaften der Umgebung, hauptsächlich in Bellegarde-sur-Valserine ihrer Arbeit nachgehen.
Die Ortschaft ist verkehrsmäßig gut erschlossen. Sie liegt an der Hauptstraße N206, die von Bellegarde-sur-Valserine nach Saint-Julien-en-Genevois führt. Der nächste Anschluss an die Autobahn A40 befindet sich in einer Entfernung von rund zehn Kilometern. Das Gebiet wird von der Eisenbahnlinie Genf–Lyon und der Seitenlinie Bellegarde–Annemasse gequert, doch besitzt Léaz keine Bahnstation; der nächste Bahnhof ist Bellegarde-sur-Valserine.